# Stadio Olimpico (Aşgabat)
Lo stadio olimpico di Ashkhabad  è uno stadio multifunzionale turkmeno. Lo stadio, costruito del 2003, può contenere fino a 35.000 spettatori.
Nonostante l'uso del nome "stadio olimpico" l'impianto non è stato costruito in funzione di una candidatura come sede di giochi olimpici, né è stata utilizzata in manifestazioni di questo tipo.
Nel 2007 il governo ha deciso di ricostruire lo stadio per ampliarne le dimensioni fino a portarne la capacità a 60.000 spettatori.